# Mette Knudsen (Diplomatin)
Mette Knudsen (* 31. August 1962 in Aarhus) ist eine dänische Diplomatin, die mehrmals Botschafterin war und seit 2021 stellvertretende Sondergesandte für politische Angelegenheiten der Unterstützungsmission der Vereinten Nationen in Afghanistan UNAMA (United Nations Assistance Mission in Afghanistan) ist.

## Leben
Mette Knudsen begann nach dem Schulbesuch ein Studium der Politikwissenschaften an der Universität Aarhus, das sie 1992 mit einem Master (candidata scientiarum politicarum) beendete. Danach trat sie am 1. November 1992 in den diplomatischen Dienst ein und fand in den folgenden Jahren verschiedene Verwendungen an Auslandsvertretungen sowie in der Zentrale des Außenministeriums (Udenrigsministeriet). Darüber hinaus absolvierte sie ein Ergänzungsstudium der griechischen Sprache. Sie war von 2002 bis 2004 Ständige Vertreterin des Botschafters in Sambia und übernahm danach zwischen 2004 und 2007 als Botschafterin in Äthiopien ihren ersten Botschafterposten. In dieser Funktion war sie zudem von 2004 bis 2007 als Botschafterin und Leiterin der Ständigen Vertretung bei der Afrikanischen Union sowie bei der Westafrikanischen Wirtschaftsgemeinschaft (ECOWAS) akkreditiert.
Mette Knudsen, die sich für die Nordic Women Mediators engagiert, war nach ihrer Rückkehr zwischen 2007 und 2012 Leiterin der Abteilung Afrika im Außenministerium und anschließend von 2012 bis 2015 Botschafterin in Griechenland sowie zugleich zwischen 2014 und 2015 Botschafterin in Zypern. 2015 wurde sie Botschafterin in Kenia und war in dieser Verwendung bis 2020 auch als Botschafterin in den Seychellen, Eritrea und Somalia akkreditiert. Daneben war sie von 2015 und 2015 zudem auch als Botschafterin Leiterin der Ständigen Vertretung beim Büro der Vereinten Nationen in Nairobi (UNON).
Am 7. Januar 2021 wurde Mette Knudsen, die über 28 Jahre Berufserfahrung in Diplomatie, internationaler Zusammenarbeit und wirtschaftlicher Entwicklung verfügt, vom Generalsekretär der Vereinten Nationen António Guterres zur stellvertretenden Sondergesandten für politische Angelegenheiten der Unterstützungsmission der Vereinten Nationen in Afghanistan UNAMA (United Nations Assistance Mission in Afghanistan) ernannt. In dieser Funktion löste sie die aus Australien stammende Ingrid Hayden ab. 